# All Bengal Women's Union
All Bengal Women's Union (en français l'Union des femmes du Bengale) a été créée en 1932, lorsqu'un groupe de femmes du Bengale-Occidental a formé une association de femmes partageant les mêmes idées pour aider leurs concitoyennes impuissantes, exploitées et victimisées.

## Historique
La genèse du groupe résidait dans le fait que la traite des femmes et des enfants avait augmenté à un niveau sans précédent au Bengale occidental et dans la région de Calcutta et cette ONG était une tentative visant à résoudre le problème,.
Entre les deux guerres mondiales, le nombre de marins et de soldats avait considérablement augmenté et la prostitution trouva un marché prêt et en expansion à Calcutta. La loi de Calcutta sur la suppression du trafic immoral et la loi sur les enfants ont été adoptées afin de permettre à la police de secourir les femmes et les enfants des maisons closes. Un nouveau projet de loi intitulé The Bengal Suppression of Immoral Traffic Bill a été déposé devant l'Assemblée législative du Bengale en 1932 par MJN Basu, un éminent avocat et travailleur social. Le Conseil des femmes de la présidence du Bengale et la Conférence des femmes du Bengale ont décidé de former une organisation indépendante pour faciliter la répression du trafic immoral au Bengale. Cette société a vu le jour sous le nom de All Bengal Women's Union et est enregistrée en vertu de la loi XXI de 1860. L'Union des femmes du Bengale est affiliée à la Fédération abolitionniste internationale. Le 1er avril 1933, le projet de loi est adopté. 
La membre fondatrice du mouvement est Romola Sinha. Smt Maneck Modi, Smt Sheila Davar et Mme Bela Sen figurent parmi les femmes notables qui ont apporté une contribution significative à l'institution. La visite de la princesse Anne (en janvier 2007) est un événement important dans l'histoire de l'Institution. Mme Davar est devenue présidente du club à la mort de Mme Sinha. Elle a également fondé la Bustee Welfare Society située à Lovelock Place.  
L'Union des femmes du Bengale est assistée dans son travail par plusieurs ONG telles que Save the Children.